# Kerguelen
Kerguelen (Desolation Islands) (fransk: Îles Kerguelen) er en ø-gruppe beliggende i det Indiske Ocean.
Ø-gruppen er under fransk jurisdiktion som en del af Franske Sydlige og Antarktiske Territorier.
Hovedøen, Grande Terre, er 6 675 km2 i areal og er omgivet af yderligere 300 småøer og holme, som til sammen danner en øgruppe)på 7 215 km2. Klimaet er barsk og kølig, jævnlig udsat for kraftige vinde året rundt. Der er ingen træer eller en indfødt befolkning på øerne, men Frankrig opretholder en fast tilstedeværelse på 45 til 110 forskere, ingeniører og andre. Der er ingen lufthavn på øerne, og al transport til og fra verden udenfor sker med skib.

## Generelt
Kerguelen ligger på 49° sydlig breddegrad og 70° østlig breddegrad, 4 800 km fra Australien, 3 500 km fra den sydafrikanske kyst og 2 100 km fra det antarktiske kontinent.
Kerguelen er, i lighed med mange subantarktiske øer, blandt verdens mest afsidesliggende steder, og er kun tilgængelig med skib. Fra november til marst sejler forsknings- og forsyningsskibet «Marion-Dufresne» fra Réunion til Kerguelen, Crozetøerne og øerne Saint-Paul og Amsterdam. Turen tager i gennemsnit 8–10 dage.
Kerguelen er regnet som en af verdens ældste øer, og blev formet af vulkansk aktivitet for 40 millioner år siden fordi øen ligger over en såkaldt hotspot. Øerne ligger på Kerguelenplateauets undersøiske bjerg som rejser seg 3 700  meter over havbunden. Kerguelen er et af tre steder (sammen med Heard- og McDonald-øerne) hvor Kerguelenplateauet og den større Kerguelen-Gaussberg-havryg går over havets overflade. Den vulkanske aktivitet som har skabt øerne har aftaget i løbet af kvartærperioden.

## Geografi
Kerguelens totale areal er 7 215 km², hvoraf hovedøen optager 6 675 km². Øgruppens udbredelse strækker sig 174 km fra Îlot du Rendez-vous i nord til Île de Boynes i syd, og 158 km fra Îles de la Fortune i vest til Cap Ratmanoff i øst. Gennomsnitshøjden over havet er 300 moh.; aligevel er landskabet præget af 400–600 meter høje basaltformationer, med delvis gletsjer]belagte fjorde som skærer sig ind i den indre del af øen. Øen har også flere vulkanske toppe som Mont Ross (Grand Ross: 1 850 m; Petit Ross: 1 721 m), øernes højeste punkt, første gang besteget i 1975, på halvøen Gallieni.
Kerguelen var tidligere helt gletsjerbelagt, men i dag er kun enkelte iskapper tilbage. Den største er Cook-gletsjeren (Calotte Glaciaire Cook) med et areal på 500 km² (7,5 % af Kerguelens areal), med flere gletsjerarme som strækker sig ud i de omkringliggende dale. Også på Mont Ross og omkring bjergtoppene på halvøen Rallier du Baty er der gletsjere.
Gletsjernes tilbagegang siden slutningen af den sidste istid efterlod flere langstrakte søer, som Lac d'Entr'Aigues (9 km²), Lac Bontemps (7 km²), Lac Hermance (6 km²) samt Lac Sibelius (alle på centralplateauet mellem halvøen Courbet og Jeanne d'Arc). Indnsøen med det største areal er Lac Marville på 25 km² ved den nordøstlige ende af halvøya Courbet. De tilbaketrækkende gletsjere har bortset fra flode efterladt sig tilsandede dale, specielt på halvøen Rallier du Baty og ved afløbet til Cook-gletsjeren.
Tilsammen dækker øgruppen omkring 400 øer og optil 500 skær; den største ø, foruden hovedøen (Grande Terre), er Île Foch i nord. Kysten er stenet og stejl, og i gennemsnit en højde på 200 m. De kan enkelte steder være så høje som 800 m, som ved Cap des Aiguilles og Cap du Challenger (begge ved sydrkysten af Jeanne d'Arc).

## Historie
På nogle middelalderkort blev øerne indtegnet som ukendt land mod syd. Dette beroede på beregninger gjort af Ptolemaios eller Pythagoras om at jorden, hvis den var kugleformet, måtte have store landområder mod syd for at opveje vægten af landområderne på den nordlige halvkugle.
I tilæg til dette antog man at der måtte være rige naturressourcer der, og civilisationer som man kunne oprette handelsforbindelser med. Disse antagelsere førte senere til forskningsrejser til Antarktis, og førte til opdagelsen af en række subantarktiske øer, deriblandt Kerguelen.
Gavin Menzies]kom i sin bog 1421: The Year China Discovered America med en hypotese om at Kerguelen var blevet opdaget allerede i 1421 af Zheng He.
Den første beviselige opdagelse af Kerguelen blev gjort af den franske søfarer Yves Joseph de Kerguelen de Trémarec (1734–1797) 12. februar 1772. Opdagelsen blev gjort under den anden store franske ekspedition til Det Indiske Ocean. Allerede den 25. januar 1772 havde Marc-Joseph Marion du Fresne (1724–1772) opdaget Crozetøerne.